# Surré
Pour l’article ayant un titre homophone, voir Suré.
Surré (luxembourgeois : Sir, allemand : Syr) est une section de la commune luxembourgeoise de Boulaide située dans le canton de Wiltz.

## Géographie
Le village se trouve à moins de deux kilomètres à l’est de la frontière belge et des communes belges de Fauvillers et Bastogne.
Le Syrbach, un ruisseau affluent de la Sûre, naît au nord du village de la confluence de deux ruisseaux et traverse le village vers le sud.

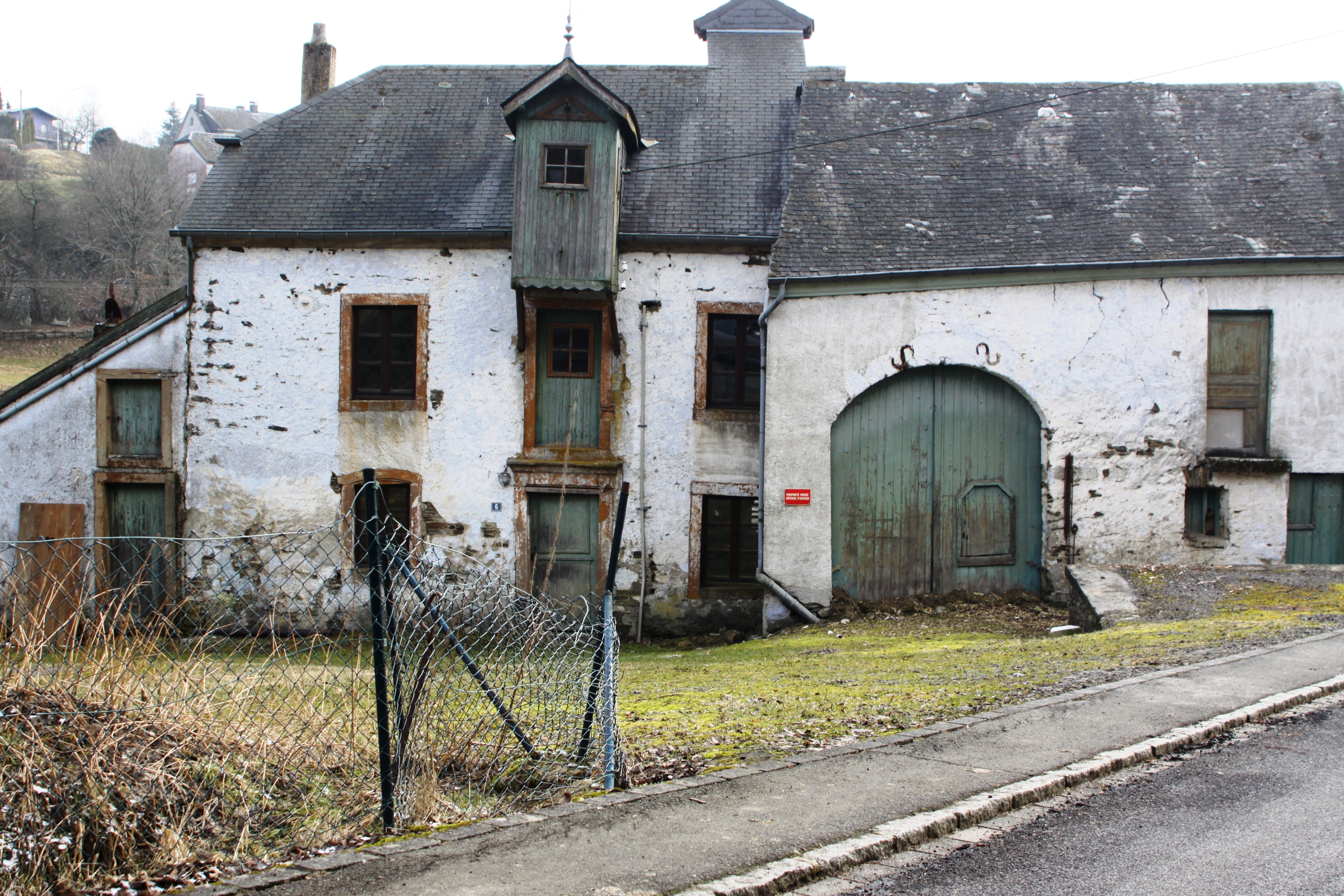
Le moulin